# Cráter de oscuridad eterna

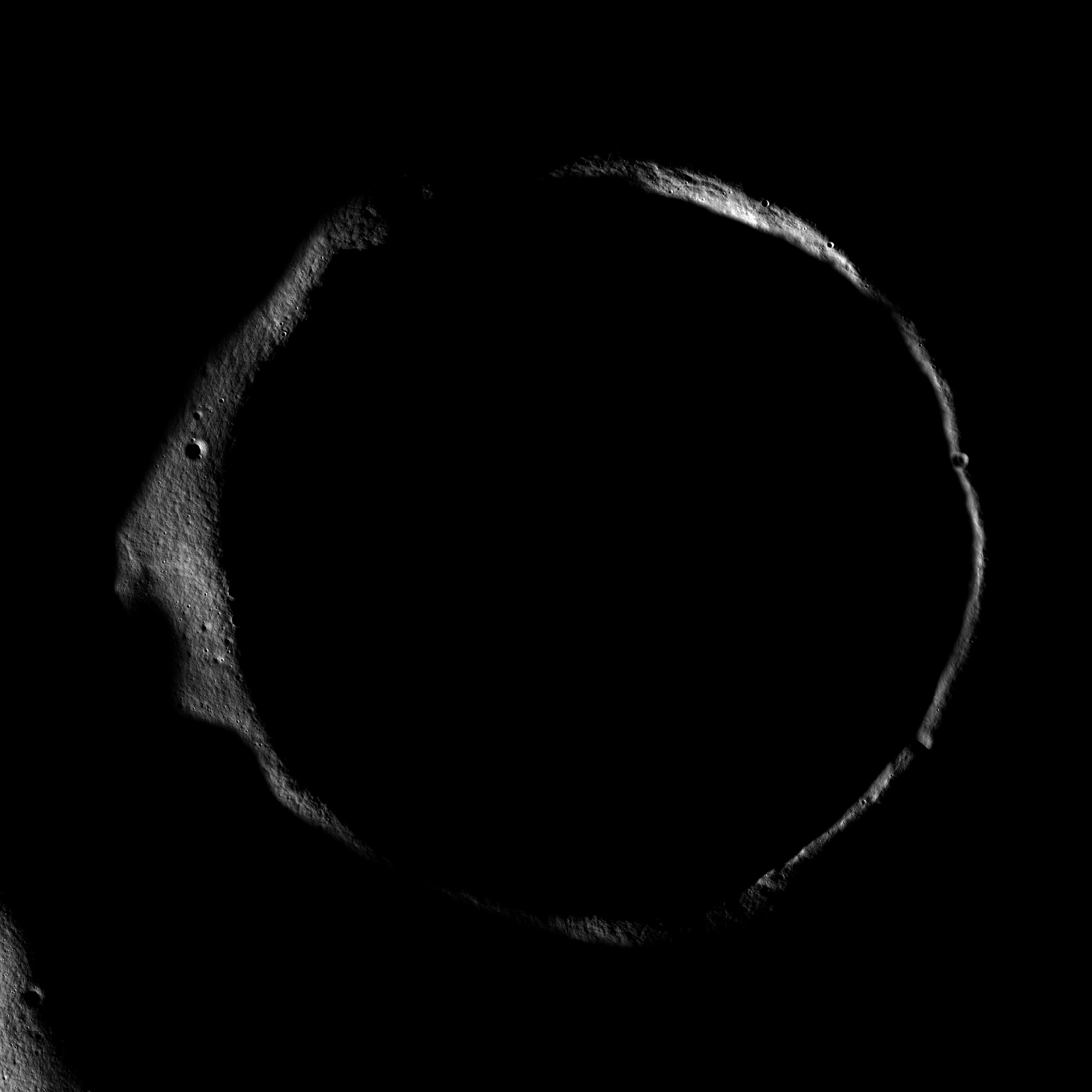
El cráter Erlanger de la Luna es un ejemplo de cráter de oscuridad eterna.

Un cráter de oscuridad eterna es una depresión en un cuerpo del Sistema Solar dentro de la cual se encuentra un punto que siempre está en permanente oscuridad. En 2019 el Lunar Reconnaissance Orbiter catalogó 324 regiones lunares en oscuridad perpetua. Tales regiones también existen en Mercurio y Ceres.

## Ubicación
Para que exista un cráter en permanente umbría debe estar ubicado en una latitud alta cercana a los polos  en un cuerpo con una inclinación axial muy pequeña. La Luna tiene una inclinación axial de aproximadamente 1,5°; Mercurio, de 0,03°; y Ceres, alrededor de 4°.
En la Luna la sombra permanente puede existir en latitudes tan bajas como 58°. Existen cincuenta zonas permanentemente en sombra en ambos hemisferios lunares entre los 58° y los 65º de latitud. El área total en permanente oscuridad en la Luna es de 31 000 km2.

## Condiciones dentro de los cráteres
Los cráteres de oscuridad eterna podrían ser ventajosos para la exploración y colonización del espacio, ya que conservan fuentes de hielo de agua que se pueden convertir en agua potable, oxígeno respirable y propulsor de cohetes. Varios de estos cráteres muestran indicios de hielo de agua en su interior, incluidos los cráteres Rozhdestvenskiy y Cabeus en la Luna, y el cráter Juling en Ceres. Un análisis de caso de negocios indica que la extracción de propulsores en los cráteres podría convertirse en una empresa comercial rentable.
Los cráteres también pueden contener concentraciones inusualmente altas de helio-3.

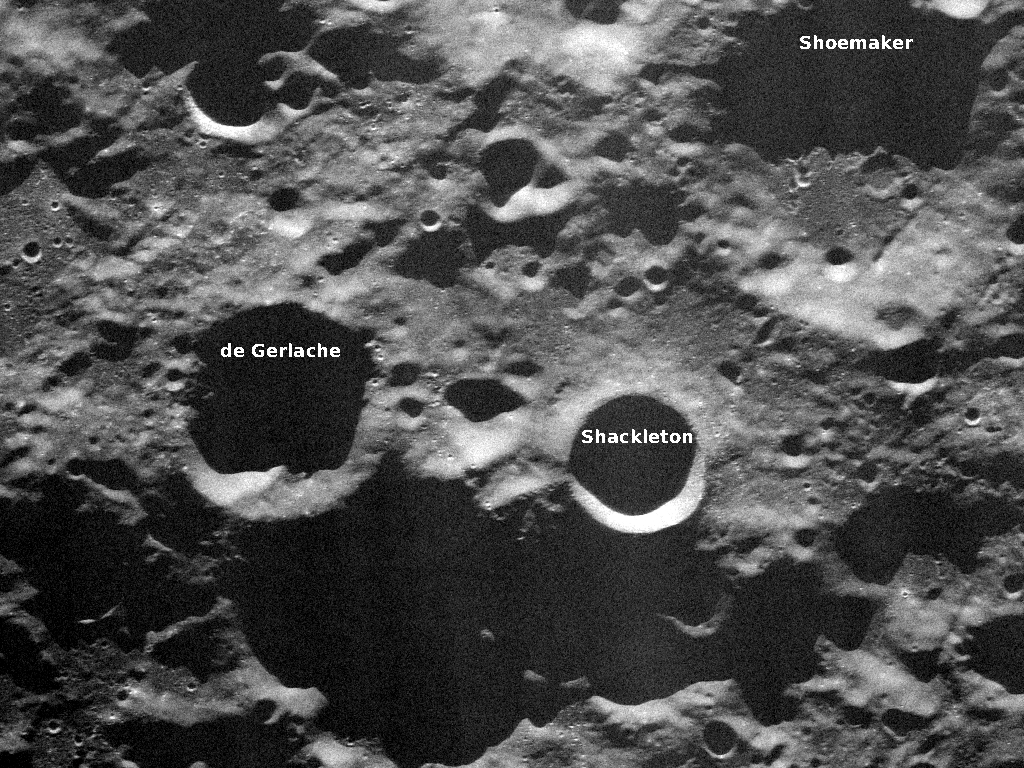
El cráter Shackleton de la Luna fotografiado por un radar terrestre

En algunos casos, los picos de luz eterna se encuentran en las proximidades de los cráteres de oscuridad perpetua, lo que podría ser ventajoso para la generación de energía solar. Por ejemplo, hay dos picos cerca del cráter Shackleton que están iluminados el 94% de un año lunar.
Las regiones permanentemente sombreadas tienen una temperatura superficial estable. En la Luna, la temperatura ronda los 50° Kelvin o menos. Otra temperatura estimada es de 25 K a 70 K. Las bajas temperaturas hacen que estas regiones sean lugares deseables para futuros telescopios infrarrojos.
Por otro lado, las simulaciones por computadora muestran que las poderosas tormentas solares pueden cargar el suelo en regiones permanentemente sombreadas cerca de los polos lunares, y es posible que produzcan chispas que podrían vaporizarse y derretir el suelo.
Hay otros desafíos únicos en tales regiones: entornos oscuros que restringen la capacidad de los rovers para percibir su entorno, regolito criogénico que podría ser difícil de mover e interrupciones en la comunicación.